# カラムサル
カラムサル（アゼルバイジャン語: Qaramusalı）は、アゼルバイジャン共和国のゴランボイ県北部に属する村。

## 概要
カラムサルはギャンジャ・カザフ平野にあり、2009年の国勢調査では人口は1,131人。オイコニムは「モーセの子孫、子どもたち」を意味する。